# NonStop (popgroep)
NonStop is een Portugese meidengroep, oorspronkelijk bestaande uit vijf meisjes.
De groep werd gevormd door het tv-programma Popstars in 2001. Hun eerste single Ao Limite Eu Vou kwam op de 1ste plaats in de Portugese charts. 
Er kwam buitenlandse interesse en hun singles werden ook in het Engels vertaald. Fátima verliet de groep, maar ondanks het verlies van een lid bleven de andere vier meisjes verdergaan.
NonStop heeft z'n ups en downs al gehad en werkte al aan een geslaagde comeback. In 2006 schreven ze zich in voor het Festival da Canção, de Portugese voorronde voor het Eurovisiesongfestival. Daar waren ze vooraf geen serieuze kanshebbers, maar na de puntentelling stonden ze op een gedeelde eerste plaats met publieksfavoriet Sei quem sou van Vania Oliveira. Uiteindelijk besliste een jury dat NonStop voor Portugal mocht afreizen naar Athene, waar het songfestival dat jaar werd gehouden. Dit besluit kreeg nogal wat kritiek, omdat het refrein van hun inzending Coisas de nada in het Engels gezongen werd. Portugal had tot 2006 altijd in de moedertaal aan het songfestival meegedaan. Dat de strofen wel in het Portugees gezongen werden, was een pleister op de wonde. Hoe dan ook konden de dames in de halve finale van het songfestival niet overtuigen en eindigden slechts 19de met 26 punten. Ondanks deze teleurstelling gingen de dames echter niet met lege handen naar huis. NonStop won namelijk de Barbara Dex Award, een prijs die jaarlijks wordt toegekend aan de slechtst geklede persoon of groep van het Eurovisiesongfestival.